# Doar cu buletinul la Paris
Doar cu buletinul la Paris este un film românesc din 2015 regizat de Șerban Marinescu. Rolurile principale au fost interpretate de actorii Mircea Diaconu și Dorel Vișan.

## Prezentare
Niță este un profesor modest de limba franceză care a visat toată viața să vadă Parisul. În acest scop el strânge zilnic câte un leu. Filmul e o satiră la adresa societății românești.

## Distribuție
- Mircea Diaconu ca Drăgan Niță
- Dorel Vișan ca Mihai Marta
- Răzvan Vasilescu ca Dl. Liviu, administratorul blocului
- Cecilia Bârbora
- Ion Sapdaru ca Primarul
- Rodica Lazăr ca Iulia, amanta primarului
- Adrian Titieni ca Ofițerul de poliție
- Valentin Popescu -Comandantul de poliție
- Florin Zamfirescu ca Senatorul Gabriel Barbu
- Mihaela Sîrbu
- Nicodim Ungureanu ca Marcel
- Nicolae Urs ca Dl. Gigi
- Florin Petrescu
- Cuzin Toma
- Costel Cașcaval ca Polițistul
- Maria Junghietu
- Anca Sigartău ca Nevasta primarului
- Petre Cătălin Fumuru
- Tudor Platon
- Sorin Gociu
- Alexandru Golis
- Gabriel Mușat
- Epure Edward Daniel rolul Copilului